# ヨハン・ゲオルク・ヴィットハウアー
ヨハン・ゲオルク・ヴィットハウアー（Johann Georg Witthauer 1750年8月19日 - 1802年3月7日）は、ドイツの音楽教育者、作曲家、教会音楽家。

## 生涯
ヴィットハウアーはノイシュタット・バイ・コーブルクに生まれた。エアフルトではヤーコプ・アードルングに学び、続いてライプツィヒでゲオルク・ジーモン・レーラインの下で研鑽を積んだ。彼はイェルガヴァにある公爵邸で、クールラント・ゼムガレン公国のドロテア・フォン・メデムと姉のエリーザ・フォン・デア・レッケにピアノを教えた。さらなる修行のため、ヴィットハウアーはハンブルクのC.P.E.バッハの元を訪れている。1790年代をベルリンで個人的なレッスンを受け持ちながら過ごした後、1797年にリューベックの聖ヤコビ教会（ドイツ語版）のオルガニスト、及び職場長に任用され、没するまでこの地に留まった。ヴィットハウアーの墓碑銘はクリスティアン・アドルフ・オーヴァーベックが刻んだものである。
ヴィットハウアーはカタリーナ・マリア（旧姓：リンプリヒト）と結婚した。息子としては森林監督官となったヨハン・ゲオルク・ヴィットハウアー（1799年-1876年）と、編集者、出版者となったフリードリヒ・ヴィットハウアー（1793年—1846年）が生まれた。娘には父の死後エリーザ・フォン・デア・レベッケの元で育ち、1811年にベルリンで詩人、哲学者のクリスティアン・アウグスト・ハインリヒ・クロディウスと結婚したマリア・ドロテア・シャルロッテ（1786年-1825年）と、農学者のヴィルヘルム・クルージウスと結婚したアンナ・エリーゼ（1875年没）がいた。

## 主要作品
- クラヴィーアのための6つのソナタ、ハンブルク 1783年
- クラヴィーアと声楽のための作品集、4部、ハンブルク 1786年
- クラヴィーアのための6つのソナタ、ハンブルク 1788年
- 愛好家と意欲的なクラヴィーア奏者のための6つのクラヴィーアソナタ、第1集、第2集、ベルリン 1792年、1793年

1791年、ヴィットハウアーは当時広く使用されていた、彼の師であるレーラインの『ピアノ教室 Clavier-Schule』の改訂第5版を世に出している。
- ゲオルク・ジーモン・レーラインのClavier-Schule、並びにピアノと通奏低音の奏法に関する短い指導書、実用例付き Jena: N.S. Fromanns Erben 1791年

歌曲とピアノ伴奏歌曲への署名が、リューベックの州立図書館（ドイツ語版）に保存されている。